# سیدی کاوکی
سیدی کاوکی (به عربی: سيدي كاوكي) مجموعه توریستی در شهر صویره مراکش است. سیدی کاوکی در ۲ کیلومتری جنوب این شهر قرار دارد که دارای هتل‌ها و رستوران متعدد می‌باشد. ساحل برهنگی و کمپ‌های آفتاب‌گیری آن سبب شهرت سیدی کاوکی شده‌است. علاوه بر پلاژ و تپه‌های آفتاب‌گیر سیدی کاوکی امکانات موج‌سواری در آب، شترسواری و اسب‌سواری را در منطقه خواهید داشت.